# Casa natale di Gaetano Donizetti
La casa natale di Gaetano Donizetti è la casa museo in cui il 29 novembre 1797 nacque il compositore Gaetano Donizetti. Si trova in via Borgo Canale 14, nella parte alta della città di Bergamo.

## Storia
(lettera a Simone Mayr - Gaetano Donizetti)»
Il fabbricato, che vide i natali di Gaetano Donizetti il 29 novembre 1797, è considerato luogo di valore storico e culturale e con Regio Decreto N. 338 del 28 gennaio 1926 dichiarato monumento nazionale. La parte che era abitata dall'artista risale al XVI-XV secolo e mantiene l'aspetto originario
Il fabbricato faceva parte di un agglomerato di case decadenti e fatiscenti che ospitavano alcune famiglie povere e numerose, che vivevano di umili lavori a servizio della famiglie aristocratiche della città. La famiglia del musicista, originaria di Pontida, arrivò a Bergamo nel XVIII secolo. Il padre Andrea occupò i locali in via Borgo Canale dal 1786 al 1806, quando si trasferì in piazza Mascheroni allora Piaza Nova, lavorando come custode al Monte di Pietà.

## Descrizione

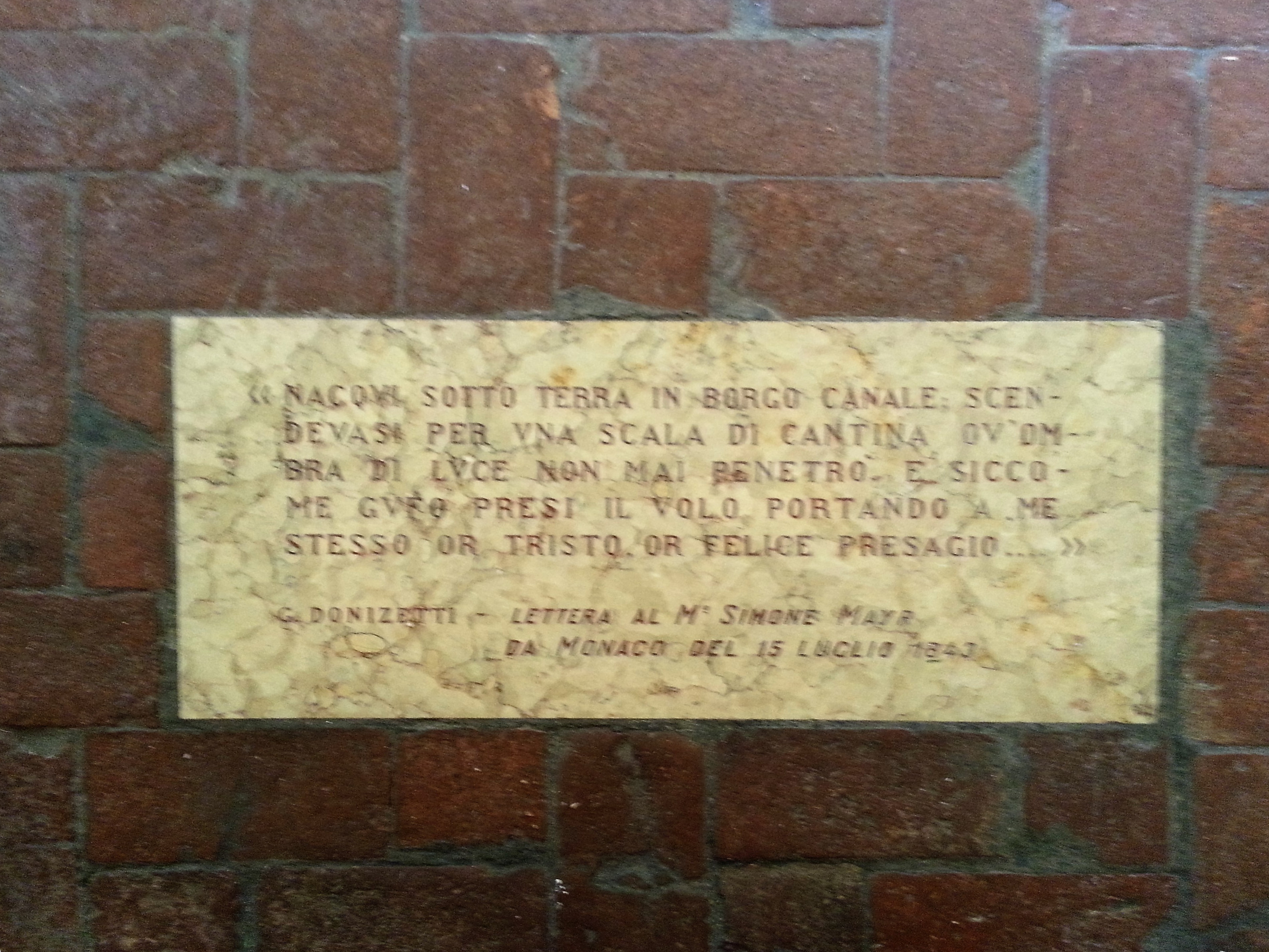
Gaetano Donizetti- Casa natale 2

I locali abitati dalla famiglia Donizetti non si trovavano al primo piano, accanto alla porta d'ingresso, ma bisognava scendere una scaletta angusta per raggiungere i tre locali posti nel seminterrato a livello della via degli Orti. Il seminterrato si presenta diviso in due parti, in una era presente la ghiacciaia e il pozzo, nell'altra due locali con un piccolo camino centrale e il soffitto a botte, dove viveva nell'indigenza la famiglia.
I piani superiori sono arredati a museo e uno spazio al terzo piano dedicato alla musica e incontri culturali sempre nel rispetto del monumento nazionale che devono mantenere i locali.
L'abitazione, ora museo, è aperto tutti i fine settimana con ingresso gratuito.